# 9871 전
9871 전(9871 Jeon, 1992 DG1)은 1992년 2월 28일 일본의 후지이 T.와 와타나베 가즈오가 홋카이도 삿포로시에서 발견한 소행성이다. 한국의 과학기술사를 연구했던 전 성신여대 이사장인 전상운의 이름을 따랐다.